# Aldeide ossidoreduttasi
La aldeide ossidoreduttasi  identificato nel Desulfovibrio gigas, un organismo considerato modello del mondo batterico, è una flavoproteina e un molibdo-enzima. Contiene un cofattore FAD un cofattore molibdeno e due centri ferro-zolfo ([2Fe-2S])
è un enzima contenente come cofattore una molibdopterina, della classe delle ossidoreduttasi anche noto con l'acronimo DgAOR.
Questo enzima, facente parte della grande categoria dei molibdo-enzimi mononucleari, in base alla struttura del centro molibdenico viene inclusa nella famiglia delle xantina ossidasi, nonostante differisca dagli altri enzimi famiglia per essere FAD-indipendente; anche nell'analisi delle strutture, si nota l'assenza del dominio contenente la molecola di FAD.
Essa catalizza la seguente reazione:
aldeide + H2O + accettore ⇄ un carbossilato + accettore ridotto
Si tratta di un omodimero composto da un singolo polipeptide di 907 residui amminoacidicidi due subunità di 100 KDa con un basso punto isoelettrico (pI = 4,7), grossolanamente globulare, con un diametro di 75 Å contenente tre centri redox: il cofattore Molibdopterina e due congiunti di ferro chiamati di tipo I e II per monomero.
Questi tre centri, in blu nella figura al lato, sono allineati all'interno della proteina per creare un ideale percorso per il trasferimento elettronico.
Il primo centro [Fe-S] è immerso circa 15 Å al di sotto della superficie molecolare, mentre il secondo congiunto [Fe-S] è più esposto al solvente tramite la cisteina 60. Il sito attivo con il molibdeno è, come tipico per questo tipo di enzimi, piuttosto profondamente sepolto (10-15 Å dalla superficie), ma raggiungibile tramite un canale (visibile nella figura come una protuberanza dell'enzima sulla destra) il quale permette alla molecola di substrato di raggiungere il sito attivo e al prodotto di essere rilasciato. 
Nel DgAOR la cavità a forma di imbuto larga in superficie con un diametro di circa 17 Å e diventa più stretta all'avvicinarsi all'atomo di molibdeno (circa 6 Å). I residui apolari Phe425, Phe494, Leu497 e Leu626 dominano il canale alla sua metà altezza.. Durante il ciclo enzimatico (l'ossidazione di aldeidi ai corrispondenti acidi carbossilici, gli elettroni sono trasferiti dal Mo attraverso i due centri [2Fe-2S] ad un elettron-accettore esterno, che rimpiazza il corrispondente FAD nelle xantina ossidasi
Tramite risonanza paramagnetica elettronica sono stati calcolati i potenziali di riduzione formali dei singoli centri elettroattivi:
Eº' [Fe-S I] = -280 mV
Eº' [Fe-S II] = -285 mV
Eº' [Mo(VI)/Mo(V)] = -450 mV
Eº' [Mo(V)/Mo(IV)] = -530 mV
Diretto scambio di elettroni del DgAOR è stata osservata agli elettrodi di grafite pirolitica, carbonio vitreo tramite la regione positiva vicina al centro [2Fe-2S] II più esposto, la quale si ipotizza che possa essere il punto di attracco dell'accettore di elettroni fisiologico dell'enzima, che rimane ancora sconosciuto.
Invece una diretta elettrochimica, misurata tramite ciclovoltammetria all'elettrodo d'oro, col supporto di neomicina, si presume possa avvenire con l'atomo di molibdeno catalizzando la reazione di riduzione delle aldeidi ai rispettivi alcoli.